# Brazilodercetis longirostris
Brazilodercetis longirostris è un pesce osseo estinto, appartenente ai dercetidi. Visse nel Cretaceo superiore (Turoniano, circa 90 milioni di anni fa) e i suoi resti fossili sono stati ritrovati in Sudamerica.

## Descrizione
Questo pesce era dotato di un corpo molto allungato, con un muso prominente terminante in una struttura acuminata; la mandibola era più corta rispetto alla parte superiore del muso. Brazilodercetis era caratterizzato dall’osso mesetmoide che separava le premascelle per metà della loro lunghezza, e da una cresta lunga e bassa che attraversava le ossa epioccipitale, parietale e frontale; il preopercolo era a forma di tubo. Le vertebre erano dotate di una spina neurale ridotta a metà dell’arco neurale. Gli esemplari giovani erano dotati di denti a forma di cuneo nella parte anteriore della mascella.

## Classificazione
Brazilodercetis era un rappresentante dei dercetidi, pesci predatori dal corpo allungato e dal muso sottile, tipici del Cretaceo, appartenenti agli aulopiformi. In particolare, Brazilodercetis potrebbe essere strettamente imparentato con Rhynchodercetis e Hastichthys.
Brazilodercetis longirostris venne descritto per la prima volta nel 2006, sulla base di resti fossili ritrovati in Brasile, in carotaggi di sedimenti estratti da una profondità di 4000 metri nella formazione Atlântida (bacino Pelotas). È il primo dercetide rinvenuto in Sudamerica.